# 黃廣 (雪糕小販)
黃廣（1915年—2017年），人稱雪糕伯伯，香港流動小販，約於1960年代起至2016年於香港石硤尾學校區擺賣雪糕，因以聞名，亦廣為香港傳媒所報導。

## 生平
黃廣約生於1915年，年輕時已為雪糕售賣員。約於50至60年代起踏雪糕單車到處賣雪糕，曾涉足旺角碼頭、城門水塘等地。因為當時到處也有很多雪糕公司搶生意，後來瑪利諾神父教會在石硤尾學校區（即 瑪利諾神父教會學校）設校，黃伯在此處見到學生放學、回校打球希望買到零食，存在一定客源；又無人競爭便試試看。結果就決定長駐學校旁賣雪糕。一做便是六十多年。六十餘年來他服務不同年代的學生，與學校密係密切，校方亦會邀請雪糕伯伯出席周年聚餐；而街坊亦與他十分熟悉，不時幫助黃伯推雪糕車，購買晚膳等。
他擺賣雪糕的位置於大坑東龍珠街公園旁, 每天擺賣時間約為下午1時至10時。其風雨不改賣雪糕的堅持，以及與學生街坊間的密切關係，長年成為社區人情味及互助精神的寫照, 亦廣為香港傳媒所報導，成為街坊以至香港人的集體回憶之一。他曾於2015年為我熱愛生命拍攝宣揚助人精神的電視廣告。
黃伯於2016年始身體欠佳逐漸退下，終搬進安老院休養。至2017年5月4日下午六點去世，享嵩壽102歲。